# Dowbakhsh
Dowbakhsh (persiska: دوبخش) är en ort i Iran.   Den ligger i provinsen Gilan, i den nordvästra delen av landet, 240 km nordväst om huvudstaden Teheran. Dowbakhsh ligger 82 meter över havet och antalet invånare är 983.
Terrängen runt Dowbakhsh är platt åt nordost, men åt sydväst är den kuperad. Runt Dowbakhsh är det ganska tätbefolkat, med 111 invånare per kvadratkilometer. Närmaste större samhälle är Fūman, 9,1 km norr om Dowbakhsh. I omgivningarna runt Dowbakhsh växer i huvudsak blandskog.